# The Kink Kontroversy
The Kink Kontroversy ist das dritte Studioalbum der britischen Rockgruppe The Kinks. Es wurde aufgenommen vom 23. bis zum 30. Oktober 1965 und am  26. November 1965 in England veröffentlicht.
Während die ersten beiden Alben der Band noch eine Ansammlung von Hitsingles, B-Seiten und Fremdkompositionen waren, lassen sich auf diesem Album erstmals Hinweise auf künftige kompositorische Ambitionen von Ray Davies erkennen, so zum Beispiel bei Ring The Bells, The World Keeps Going Round oder I’m on an Island. Kink Kontroversy war die erste Kinks-LP, die von der Musikkritik positiv aufgenommen wurde, eine Wertschätzung, die der Band in den nächsten Jahren regelmäßig zuteilwerden sollte.
Mit dem zuvor vor allem durch Elvis Presley bekannten Eröffnungsstück des Albums, dem Milk Cow Blues, nahm die Band letztmals eine Fremdkomposition mit auf ein Album. Ansonsten enthält Kink Kontroversy auch die A- und B-Seite einer kurz zuvor veröffentlichten Single: Till the End of the Day war eine weitere Variation des musikalischen Themas der Hitsingle von 1964, You Really Got Me, und ein Hit in mehreren europäischen Ländern. Das hierbei als B-Seite  verschwendete Where Have All The Good Times Gone gehört ebenfalls zu den Kinks-Klassikern und fehlt mittlerweile auf keiner Best-of-Sammlung.
Die LP kam auf Platz 9 der britischen Charts (sowie Platz 8 in Deutschland) und ist damit eines der erfolgreichsten Alben der Band in England. In den USA erreichten die Kinks nur einen enttäuschenden 95. Platz, nachdem die ersten Platten der Band sich dort sehr gut verkauft hatten.
Der Titel des Albums ist eine Anspielung auf den schlechten Ruf der Band, den diese bei Liveauftritten mit Schlägereien der Bandmitglieder auf sowie zwischen den Fans vor der Bühne erworben hatte und der schließlich ein bis 1969 dauerndes Auftrittsverbot in den USA zur Folge hatte.

## Titelliste
Seite 1
1. Milk Cow Blues (Sleepy John Estes; arranged by The Kinks) – 3:44
2. Ring the Bells – 2:21
3. Gotta Get the First Plane Home – 1:49
4. When I See That Girl of Mine – 2:12
5. I Am Free (Dave Davies) – 2:32
6. Till the End of the Day – 2:21

Seite 2
1. World Keeps Going Round – 2:36
2. I'm on an Island – 2:19
3. Where Have All the Good Times Gone – 2:53
4. It's Too Late – 2:37
5. What's in Store for Me – 2:06
6. You Can't Win – 2:42